# Удя
Удя́ (рос. Удя) — річка в Росії, Республіка Саха. Права притока річки Анабар.
Річка утворюється злиттям річок Токур-Удя зліва та Мас-Удя справа. Тече на північний захід, впадає до Анабару. Має багато стариць, меандрів, піщаних островів, у верхній течії — пороги, здатна до зміни русла.
Довжина річки — 346 км. Висота витоку — 112 м, висота гирла — 6 м; похил русла — 0,3 м/км. Ширина русла — 50 м у верхнії, 240 м в середній, 122 м у нижній течії. Швидкість течії — 0,8 м/с у верхній, 0,7 м/с у середній, 0,3 м/с у нижній течії. Глибина — 1,8 м у верхній, 4,5 м у середній, 0,5 м у нижній течії; дно — кам'янисте у верхній та піщане у середній і нижній течії.